# Критский, Владимир Фёдорович
Владимир Фёдорович Критский (1 июля 1898 — 16 марта 1966 года) — советский военно-морской деятель, подводник, инженер, инженер-контр-адмирал (1958), лауреат Государственной премии СССР, кандидат технических наук.

## Биография
Родился в селе Никольская Кашма (Большое Шереметьево) Моршанского уезда. Сын священника местной Спасской церкви Фёдора Петровича Критского. Род Критских известен в селе ещё с XVIII века, и все в этом роду были служителями церкви. Окончив школу в родном селе, поступил в Тамбовское реальное училище, которое окончил в 1916 году.
Окончил Морское инженерное училище в (1918) году и Военно-морскую академию. С 1918 служил на линейном корабле «Полтава», откуда добровольцем ушёл в РККА. Служил во 2-м авиационном дивизионе истребителей 14-й и 13-й армий Южного Фронта в должности старшего телефониста, моториста самолёта, фотограмметриста, адъютанта и начальника эшелона.
На железнодорожных станциях, где менялись паровозы, разыгрывались настоящие бои за паровоз, часто кончавшиеся для многих неудачно. А этот высокий, ладный парень в бушлате и бескозырке, на которой золотилась надпись «Морское инженерное училище», не грозил наганом, не ругался с дежурными по станции, а требовал не один, а два локомотива. И к удивлению всех получал их. Часто личному составу дивизиона приходилось браться за оружие, отбиваясь от нападавших банд.
В 1920 во время короткого отпуска привёз в родное село невесту Марию Николаевну, там и состоялась их свадьба. В 1920 командирован в соёдинённые классы для подготовки специалистов флота, затем в Военно-морскую академию. В августе 1920 как бывшего гардемарина возвращён во флот. С декабря 1923 по ноябрь 1926 года старший. инженер-механик ПА «Политработник». Из его воспоминаний о трудностях того времени:
«После гражданской войны на Чёрном море осталась лишь подводная лодка „Нерпа“. На одном из заводов лежали в совершеннейшем беспорядке детали механизмов, систем и устройств подводных лодок серии „АГ“, купленных в США еще царским правительством. Часть наиболее ценных механизмов была утрачена или уничтожена. Пострадал сам завод».
Подводные лодки «АГ» были введены в строй. С 1924 служил на подводной лодке Черноморского флота. В его служебной характеристике 1925 года отмечалось: «Весьма настойчив, инициативен, пользуется большим авторитетом у подчиненных. В походах вынослив, дисциплинирован, добросовестен в исполнении обязанностей по службе». В июле 1926 был аттестован как инженер-механик и служил флагинженером-механиком отдельного дивизиона подводных лодок (ноябрь 1926 — май 1928), старшим приёмщиком комиссии по наблюдению Морского технического управления по механической части конструкций подводных лодок серий «Д», «А», «Щ» на заводах «СЗ имени 61 коммунара» и «СЗ имени Андре Марти» в Николаеве (май 1928 — июнь 1931).
Переведён в Ленинград на ту же должность старшего приёмщика комиссии по наблюдению Мортехупра (июнь 1931 — июнь 1934). В 1933 был командирован в составе группы в Германию и Испанию для приёмки чертежей подводных лодок, разработанной фирмой «Дешимаг». Откомандирован в распоряжение Главморпрома для руководства проектированием и постройкой подлодок проекта «Е-2» (июнь 1934). Начальник электромеханического сектора СКВ Главморпрома (июнь 1934 — февраль 1935), начальник бюро «Е» и строитель подводных лодок серии «С» в ЦКБ-18 на Балтийском заводе (февраль 1935 — сентябрь 1937). В 1936 году сдал лодку «С-1» с лучшими показателями. Член специальной комиссии в США (1936—1937). С сентября 1937 по июнь 1941 года заместитель главного инженера ЦКБ-18. Член ВКП(б) с 1939 года.
С начала Великой Отечественной войны находился в Ленинграде и Кронштадте, контролируя действия подводных лодок, пережил начало блокады. В декабре 1941 года зачислен в кадры начсостава ВМФ и откомандирован в распоряжение наркомата судостроительной промышленности (НКСП) СССР. Во время войны непосредственно возглавлял все проектные работы эвакуированного в г. Горький ЦКБ-18 по восстановлению повреждённых в боях подлодок и по их усовершенствованию их (главным образом Северного и Черноморского флотов).
В 1943 ему была присуждена Сталинская премия 1-й степени за создание проекта подводных минных заградителей.
После окончания войны направлен в служебную командировку в Берлин, где руководил особым техническим бюро НКСП на заводе «Гема».
- 1946 год, март-сентябрь — заместитель начальника секции энергетики научно-технической комиссии (НТК) ВМС.
- сентябрь 1946 года — апрель 1950 года — заместитель начальника секции подплава НТК ВМС.
- апрель 1950 года — июнь 1951 года — начальник секции подплава и одновременно и член НТК ВМС.
- июнь 1951 года — февраль 1956 года — начальник кафедры проектирования специальных энергетических установок подводных лодок.
- 1956 год — присвоено учёное звание кандидата технических наук.
- февраль 1956 года — декабрь 1958 года — начальник кафедры проектирования специальных установок подводных лодок.

Из аттестации 1957 года:
«За длительный период работы в области эксплуатации, строительства и проектирования подводных лодок вырос в одного из крупных специалистов по подводным лодкам в Военно-морском флоте… За период пребывания в академии сформировал и подготовил коллектив преподавателей кафедры для обучения слушателей по специальным энергетическим установкам подводных лодок. Кафедра достаточно полно обучает слушателей энергетическим установкам, учитывающим перспективу дальнейшего развития подводных лодок… В настоящее время активно готовит кафедру к обучению слушателей по ядерным энергетическим установкам подводных лодок».
- 18 февраля 1958 года — присвоено звание инженер-контр-адмирал.
- декабрь 1958 года — август 1959 года — начальник кафедры энергетических установок подводных лодок Военно-морской академии им. А. Н. Крылова.
- август 1959 года — август 1960 года — начальник машиностроительного факультета, начальник электромеханического факультета ВМА.
- июнь 1960 года — июнь 1961 года — начальник факультета кораблестроения ВМА.

«Академия дала вам общенаучный фундамент, опираясь на который вы можете развивать и совершенствовать знания. Самые блестящие знания могут оказаться бесполезными, если эти знания имеет человек пассивный, неспособный к творческой работе, к систематическому труду… Без активного личного участия в труде нельзя говорить о преданности Родине».
С июня 1961 года в запасе.

### Репрессии
В 1929 семья его отца была раскулачена: отобраны земля и большой красивый дом. Родители переселились в маленький домик, испытывая материальные трудности. Ф. П. Критский продолжал служить в церкви Большого Шереметьева. Сын постоянно помогал родителям, иногда приезжал в родное село на короткое время. С середины 30-х годов он уже не мог приезжать, но связи с родиной не терял. В 1937 Ф. П. Критский был необоснованно обвинен в создании религиозно-монархической организации в селе, выслан из него, а в декабре того же года расстрелян. Церковь в селе была закрыта.
В Ленинград, где тогда работал сын, было направлено письмо из Рудовского района о якобы антисоветской деятельности отца, в котором предлагалось принять меры к сыну священника. Но В. Ф. Критский не был отстранён от работы и не понижен в должности. Позже он узнал, что ещё в 1939 году прокурор Тамбовской области отменил решение «тройки» НКВД по делу отца.

### Звания
- Инженер-флагман 3-го ранга (4 января 1940)[3][4].
- Инженер-капитан 1-го ранга (30 ноября 1940);[5]
- Инженер-контр-адмирал (18 февраля 1958).

### Награды
- Два ордена Ленина (1943,1945),
- Два ордена Красного Знамени (1944, 1949),
- Орден Отечественной войны II ст. (1945),
- Медали[6]
- Именное оружие (1958).